# Igreja de Nossa Senhora da Lapa dos Mercadores
A Igreja de Nossa Senhora da Lapa dos Mercadores é um igreja Católica localizado na rua do Ouvidor, número 35, entre as ruas do Mercado e Primeiro de Março, no Centro histórico do Rio de Janeiro, no Brasil. Fica bem na esquina da travessa do Comércio, que leva ao  turístico e histórico Arco do Teles e é de propriedade da Irmandade Católica de mesmo nome, fundada em 1750.

## História
O templo em formato elíptico remonta a dois pequenos oratórios erguidos por volta de 1743 por comerciantes e moradores da área, na esquina de uma casa no trecho em frente à rua da Cruz (atrás da atual Igreja de Santa Cruz dos Militares), sob a invocação de Nossa Senhora da Lapa dos Mercadores. A devoção a Nossa Senhora da Lapa foi trazida de Portugal e era comum entre os comerciantes.  Poucos anos mais tarde, a 20 de junho de 1747, esses comerciantes reuniram-se e constituíram uma irmandade para a edificação de um templo sob a invocação de Nossa Senhora da Lapa, também conhecida por "Igreja dos Mascates". Com o tempo, prosperaram e mudaram a terminologia para "Mercadores".
A provisão-régia para a sua edificação foi expedida a 4 de novembro do mesmo ano e, em dezembro seguinte, foram lançadas as fundações do templo. As obras progrediram rapidamente, de modo que, a 6 de agosto de 1750, a parte do templo pronta para o culto foi consagrada. De 1753 a 1755, os trabalhos prosseguiram até à sua conclusão. A decoração interna ficou pronta em 1766.
Na segunda metade do século XIX, entre 1869 e 1879, o templo sofreu extensas obras de remodelação e ampliação, com o patrocínio do Barão da Lagoa. A irmandade adquiriu o imóvel número 23 da Travessa do Comércio e expandiu a igrejinha. Durante a demolição do imóvel comprado à Ordem de São Francisco da Penitência, debaixo do assoalho, encontrou-se um medalhão redondo, em pedra lioz portuguesa, com a imagem de Maria sendo coroada pela Santíssima Trindade. Após uma polêmica sobre quem seria o dono da peça artística, o medalhão foi colocado na fachada da igreja, onde se encontra em destaque.
Quando da eclosão da Segunda Revolta da Armada brasileira, um tiro disparado pelo Encouraçado Aquidabã que tentava atingir o Palácio do Itamaraty - então sede do governo -  atingiu a torre sineira desta igreja (25 de setembro de 1893), derrubando a estátua em tamanho real de Nossa Senhora da Fé - uma devoção medieval, que convocava, com um gesto dos dedos, as pessoas a entrar no templo - , que, apesar da queda de mais de 25 metros de altura, sofreu poucos danos - quebrou apenas dois dedinhos, sendo o fato considerado milagroso à época. Tanto a estátua quanto o projétil que a atingiu encontram-se, hoje, expostas na sacristia. Na torre, mais tarde, foi instalado o primeiro carrilhão da cidade, anterior ao da Igreja de São José.
Em 2020, a igreja foi fechada, interditada pela Defesa Civil.  A irmandade dona do templo passava por dificuldades financeiras, até que uma intervenção da Arquidiocese de São Sebastião do Rio de Janeiro nomeou um empresário do ramo imobiliário para exercer as funções de provedor da entidade, a 6 de março de 2023.
Com as diretrizes da Comissão de Patrimônio da Arquidiocese do Rio de Janeiro, a Irmandade, com recursos privados, promoveu a recuperação do bem tombado nacional e sua restauração. Os sinos foram reativados, e tocam de hora em hora. O templo reabriu para o culto em 10 de junho de 2023, totalmente renovado, em Missa Solene presidida pelo Cardeal Arcebispo do Rio de Janeiro, Orani Tempesta, na presença do prefeito Eduardo Paes.
O relógio de sua torre, que estava parado desde 1922, foi reinaugurado pela Igreja, em 23 de agosto de 2023, numa cerimônia com bênção episcopal dada pelo bispo auxiliar do Rio de Janeiro, Roque Costa Souza. A máquina foi produzida na Itália, por uma empresa especializada em relógios de fachadas.
O imóvel é tombado pelo Iphan desde 1937.

## Características

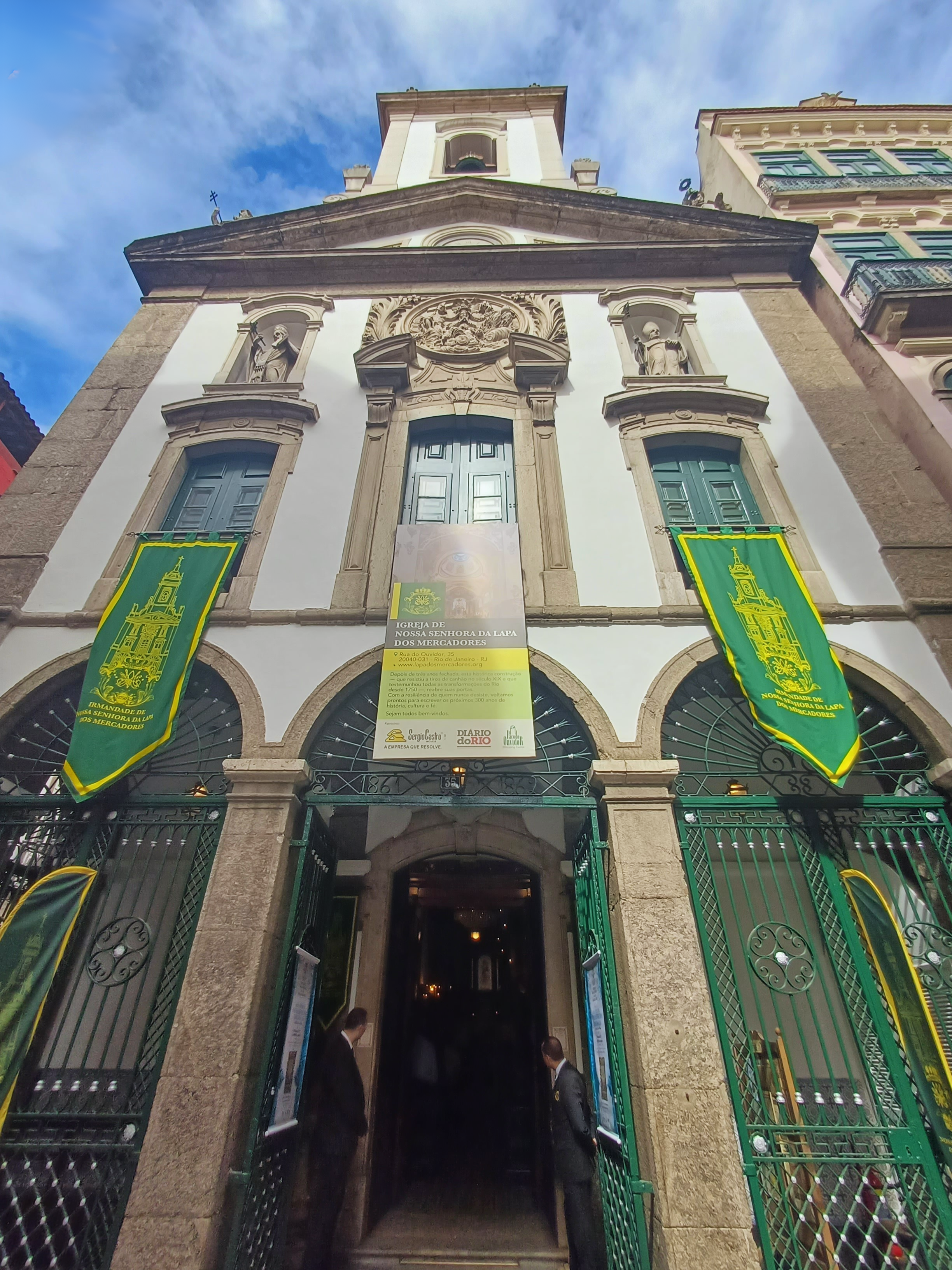
Fachada da igreja, em julho de 2023

De pequenas dimensões, apresenta planta elíptica. Sua sacristia e o chamado Átrio da Fé, onde fica a famosa bala de canhão, são surpreendentemente grandes, e a igreja possui também dois camarotes, seis tribunas e um grande consistório onde se reúne a irmandade, além de secretaria e sala do provedor.
Quando da remodelação do século XIX, a entrada passou a ser feita por uma galilé de três arcos fechada por grades de ferro, tendo sido erguida a torre sineira ao centro. O piso é de mosaico de mármore e ladrilhos hidráulicos coloridos. Na mesma ocasião, a capela-mor foi grandemente ampliada. Durante essa intervenção foi encontrado enterrado, atrás da igreja, um grande medalhão circular em lioz, representando a coroação da Virgem. Acredita-se que ele estivesse originalmente destinado à Igreja da Ordem Terceira de São Francisco da Penitência, proprietária do terreno e que, por razões desconhecidas, não foi aproveitado. A peça foi recuperada e afixada à fachada principal, sobre a janela do coro. Duas esculturas, em vulto redondo de santos, também em lioz, feitas em Portugal, foram colocadas em nichos, adornando a fachada. Duas outras foram colocadas nas extremidades. Elas representam São João da Mata, Santo Adriano, São Bernardo e São Félix.  Uma quinta, representando Nossa Senhora da Fé, foi colocada na torre, e hoje se encontra na sacristia.
Na decoração interior, de vivo colorido como ao gosto da classe comercial, em estilo rococó tardio, a talha de madeira, de autoria de Antônio de Pádua e Castro, confunde-se com o estuque, executado por Antônio Alves Meira. Este último era de uma família de estucadores, cujo irmão trabalhara no interior da Igreja de Nossa Senhora da Candelária.
Um vitral colorido está pendurado desde uma grande clarabóia em vidro e ferro, que na ocasião de sua instalação, era uma das maiores da corte. O vitral traz o símbolo da Irmandade dos Mercadores, dona do templo. Bem do meio do vitral desce uma corrente com imensa lanterna de 1m40cm de altura, que ilumina todo o Átrio, que conta também com uma escada arredondada em madeira, e piso em mosaico de mármores.
O seu carrilhão é formado por um conjunto de doze sinos fundidos em Lisboa e teve, como sineiro, por mais de trinta anos, Luís Augusto da Silva. Hoje, os sinos estão automatizados e tocam de hora em hora. 
Sua iluminação cênica foi premiada, e segue chamando atenção de quem passa.  Os nichos com os santos são iluminados à noite, assim como o lanternim, e a cúpula e a torre sineira.
O templo tem capacidade para 125 pessoas sentadas. 

## Funcionamento
A Irmandade está ativa e promove missas solenes, cantadas em latim, no rito do Papa Paulo VI (novus ordo) todos os sábados e domingos às 12 horas. Estas celebrações são abertas ao grande público e são sempre acompanhadas de coral e orquestra.
Tradicionalmente, a igreja também promove, todos os dias 27 de cada mês, a missa de Nossa Senhora das Graças, sempre às 10 horas. A Santa possui uma capelinha dentro da nave, inaugurada pela irmandade no início do século XX. O evento costuma lotar e termina com a reunião dos fiéis no átrio da fé para queimar os pedidos feitos por escrito à Santa durante o mês, numa urna a isto dedicada.
O templo está aberto diariamente para visitação turística, entre 9 e 18h durante a semana e até as 17h nos sábados.
O dia da Padroeira dos Comerciantes é comemorado sempre no dia 8 de Setembro, com uma festa promovida pela irmandade.